# Коппель Олена Арнольдівна
Коппель Олена Арнольдівна (5 жовтня 1955, Київ) — лауреат Державної премії України в галузі науки і техніки. Професор кафедри міжнародних відносин і зовнішньої політики Інституту міжнародних відносин Київського національного університету імені Тараса Шевченка.

## Біографія
Коппель Олена Арнольдівна народилась 5 жовтня 1955 року, м.Київ
Політолог-міжнародник, професор
В 1977 році закінчила з дипломом з відзнакою історичний факультет Київського державного університету імені Тараса Шевченка.
З 1981 року — кандидат історичних наук. Дисертація захищена в Київському національному університеті імені Тараса Шевченка.
З 2000 року — доктор історичних наук. Дисертація захищена в Київському національному університеті імені Тараса Шевченка.
З 2002 року — професор по кафедрі міжнародних відносин та зовнішньої політики. Вчене звання присвоєне Міністерством освіти і науки України.
З 1977 ро 1980 роки — навчалась в аспірантурі Київського національного університету імені Тараса Шевченка.
З 1980 по 1984 роки — викладач, з 1984 по 1986 — доцент кафедри гуманітарних дисциплін підготовчого факультету для іноземних громадян Київського національного університету імені Тараса Шевченка.
З 1986 по 2000 рік доцент, с 2001 року до цього часу — професор кафедри історії міжнародних відносин і зовнішньої політики СРСР факультету міжнародних відносин і міжнародного права Київського національного університету імені Тараса Шевченка (з 1990 року Інституту міжнародних відносин Київського національного університету імені Тараса Шевченка. З 1994 року кафедра отримала назву «кафедра міжнародних відносин та зовнішньої політики».
Фахівець у галузі теорії міжнародних відносин, міжнародних відносин в Близькосхідному регіоні, теорії цивілізацій.
Автор понад 130 наукових праць, опублікованих в наукових виданнях України, Росії, Ірану. Підготувала 1 доктора і понад 30 кандидатів наук, як громадян України, так і зарубіжних держав — Сирії, Йорданії, Ємену, Марокко, Іраку, Лівану, Кувейту, Швеції, США, Палестинської Автономії.
Іноземні мови — англійська, німецька, іспанська, арабська.

## Спеціалізація
Міжнародні відносини, світова політика, політолог-міжнародник.

## Нагороди
- Державна премія України в галузі науки й техніки — 2012
- У 2000 і 2011 роках визнана найкращим викладачем Київського національного університету імені Тараса Шевченка.
- Нагороджена Почесними грамотами Київського національного університету імені Тараса Шевченка (1986, 1989, 2009 роки) за особливо видатні заслуги перед Київським університетом.
- В 2007 році за багаторічну сумлінну працю, значний внесок у справу розвитку науки, підготовку кваліфікованих фахівців присвоєно звання «Ветеран праці Київського університету».
- Нагороджена Пам'ятною медаллю Інституту міжнародних відносин Київського національного університету імені Тараса Шевченка,
- Почесною грамотою Міністерства закордонних справ України,
- почесною відзнакою Міністерства закордонних справ України III ступеня за багаторічну сумлінну роботу в справі підготовки фахівців-міжнародників та з нагоди Дня працівника дипломатичної служби (2010 рік).
- Грант фонду «Филип Моррис Україна» — 2000

## Основні публікації
1. Міжнародні системи і глобальний розвиток./ підручник Кер.авт.колективу О. А. Коппель; за ред. Л. В. Губерського, В. А. Манжоли. Київ.: Видавничо-поліграфічний центр «Київський університет», 2008.- 606 с.
2. Коппель О. А., Пархомчук Е. С. Міжнародні системи і глобальний розвиток. — К.: ФАДА, ЛТД, 2005. — 314 с.
3. Коппель О. А., Пархомчук Е. С. Міжнародні системи і світова політика. — К.: ФАДА, ЛТД, 2005. — 312 с.
4. Близький Схід: міжнародна безпека, регіональні відносини та перспективи для України: Монографія / Рада нац.безпеки і оборони України, Нац. ін-т пробл. міжнар. Безпеки; Відп. редактор Б. О. Парахонський. — К.; ПЦ «Фоліант», 2008. — 591 с. (2 розділи).
5. Міжнародні відносини XX століття. Навчальний посібник. К.: ФАДА, ЛТД. — 260 с.
6. О. А. Коппель Перська затока: проблема безпеки в 80-ті — 90-ті роки. Київ.; «Школяр», 1998. — 200 с.